# Petar Lučić
Petar Lucić (Lučić, Lucij, latinski Petrus Lucius; Trogir, oko 1550. – Trogir, 30. siječnja 1614.), bio je pripadnik stare patricijske trogirske obitelji, pjesnik i sakupljač književnih djela i povijesnih dokumenata, te otac povjesničara Ivana Lucića.

## Obitelj
Petar Lucić pripadnik je loze u Trogiru poznate već od 12. stoljeća.  Unuk je Nikolin, a sin Jerolimov. Petar se 1597. oženio Klarom iz šibenske plemićke obitelji Divnić (Difnico); Klara je umrla malo prije Petra.  Imali su dva sina i kćer:
- Ivan Lucić (početkom rujna 1604. – 11. siječnja 1679.), ugledni hrvatski i europski povjesničar.
- Jerolim Lucić (oženio se 21. siječnja 1624, umro 1635).
- Ivana Lucić.

## Službe u Trogiru
Znamo da je u Trogiru Petar Lucić bio operarij (skrbnik) katedrale; 30. ožujka 1606. kum je na krštenju sina Trifuna Bokanića, graditelja koji u to doba završava zadnji kat katedralskog zvonika. U Povijesti grada Trogira Pavla Andreisa zabilježena je i jedna diplomatska misija Petra Lucića: putuje u Veneciju radi sukoba Trogira s Turcima.

## Kulturno-književna djelatnost
Petar Lucić počeo je unositi tekstove u tri rukopisna zbornika.
Jedan sadrži hrvatske sastavke splitskih, šibenskih i dubrovačkih pjesnika (ondje su, među ostalim, sabrane gotovo sve hrvatske pjesme Marka Marulića); sam je Petar Lucić ovom kodeksu dao naziv Vartal.  Zbornik je 1854. pronašao Ivan Kukuljević Sakcinski, u trogirskome benediktinskom samostanu sv. Nikole. Danas se kodeks čuva u Arhivu HAZU (sign. IV. a. 31), a njegovo cjelovito znanstveno izdanje priredio je 1990. Nikica Kolumbić.
Drugi zbornik sadrži latinsku poeziju; danas se naziva Varia Dalmatica ili, po svome tvorcu, Codex Lucianus.
Oba je ova zbornika, nakon smrti Petra Lucića, nastavio popunjavati sin Ivan.
Treći rukopisni kodeks Petra Lucića sadrži povijesne zapise i tekst jedne stare anonimne splitske kronike, a nalazi se u biblioteci Garagnin-Fanfogna.
Vartal sadrži i nekoliko autorskih pjesničkih sastavaka Petra Lucića (na hrvatskom), među kojima se ističe Molitva Bogu suprotiva Turkom (str. 100–102v kodeksa), napisana kad je Petru bilo 18 godina; već naslov sugerira bliskost Marulićevoj Molitvi suprotiva Turkom, ali i latinskoj pjesmi Lucićeva sugrađanina Frana Trankvila Andreisa Ad Deum contra Thurcos oratio (Ingolstadt 1518). U Vartlu je i nabožna pjesma Petra Divnića.